# Рилет
Рилет або рієт (фр. rillettes) — метод приготування м'яса, подібно до паштету. Готують переважно на основі свинини, яку січуть, або ріжуть на кубики, рясно солять та повільно готують в жирі до стану м'якості, достатнього для легкого поділу на шматочки. Далі страві дають охолонути з кількістю жиру, достатньою для формування пасти. Ріллет зазвичай використовують як намазанку до звичайного чи тостового хліба, та подають кімнатної температури.
Рилети часто готують з іншим м'ясом, гускою, качкою, куркою, куроподібними, кроликом та, інколи, з рибою на кшталт анчоусів, тунця чи лосося.
Сарта, Тур та Анжу (центральна Франція) є визначними місцями походження рилетів.
Термін rillette ймовірно стосується кінцевого продукту та його вигляду, коли його наносять на скибку хліба. Традиційно, рилет готували з підчеревини або плечової частини свині. М'ясо нарізали кубиками, засолювали та повільно готували на низькому вогні до дуже м'якого стану; тоді його рвали на невеликі смужки та змішували з теплим жиром, що утворився під час готування; в результаті отримували доволі просту, грубувату пасту. Рилети можна зберігати в глиняних глечиках протягом кількох місяців. В Анжу, страва rillaud була фірмовою, її подавали у формі пірамідки та накривали свинячим хвостом; рилети з гордістю представляли шанованим гостям. З часом, методику приготування рилетів застосовували і до м'яса риби, диких птахів та зайців. Також згодом адаптували рецепт приготування рилетів для морепродуктів на кшталт анчоусів, тунця та лосося. Попри те, що рибу не готують у жирі, її потім все одно змішують з ним задля формування характерної пасти-намазанки. Ніжна, гладенька текстура є вирішальним фактором у визначенні хорошого рилету.
Як і у випадку з кассуле та фондю, існує багато місцевих різновидів цієї французької страви. Загалом, здебільшого рилет подають кімнатної температури, як намазанку до трикутних грінок, подібно до паштету. Свинячий рилет з північно-західних регіонів Туру та Анжу відомий своєю багатою текстурою та бронзовим забарвленням, якого досягають під час процесу приготування. Рабле називав рилет «коричневим джемом зі свині» (brune confiture de cochon). Рилет із Сарти, сусіднього департаменту Франції, вирізняються більш простою, грубою текстурою, з більшими шматками свинини на поверхні та менш насиченим кольором.

## Етимологія
Французьке слово rillettes вперше зустріається у 1845 році. Воно походить від давньофранцузького rille, що означає скибку свинини, яке вперше засвідчили у 1480 році. Воно є діалектною варіацією давньофранцузького слова reille, що означало дерев'яну рейку чи планку, від латинського regula.
Слово rillettes, таким чином, має зв'язок із англійським словом rail (а також railways, залізниця), та ruler (пряма дерев'яна планка для вимірювання).